# Казе Кориналдези (Анкона)
Казе Кориналдези је насеље у Италији у округу Анкона, региону Марке.
Према процени из 2011. у насељу је живело 71 становника. Насеље се налази на надморској висини од 27 м.